# Liaoyuan
Liaoyuan (辽源 ; pinyin : Liáoyuán) est une ville de la province du Jilin en Chine.

## Population
Au recensement de 2010, la ville-préfecture comptait 1 176 645 habitants dont 462 233 pour la ville même.

## Subdivisions administratives
La ville-préfecture de Liaoyuan exerce sa juridiction sur quatre subdivisions - deux districts et deux xian :
- le district de Longshan - 龙山区 Lóngshān Qū ;
- le district de Xi'an - 西安区 Xī'ān Qū ;
- le xian de Dongliao - 东辽县 Dōngliáo Xiàn ;
- le xian de Dongfeng - 东丰县 Dōngfēng Xiàn.

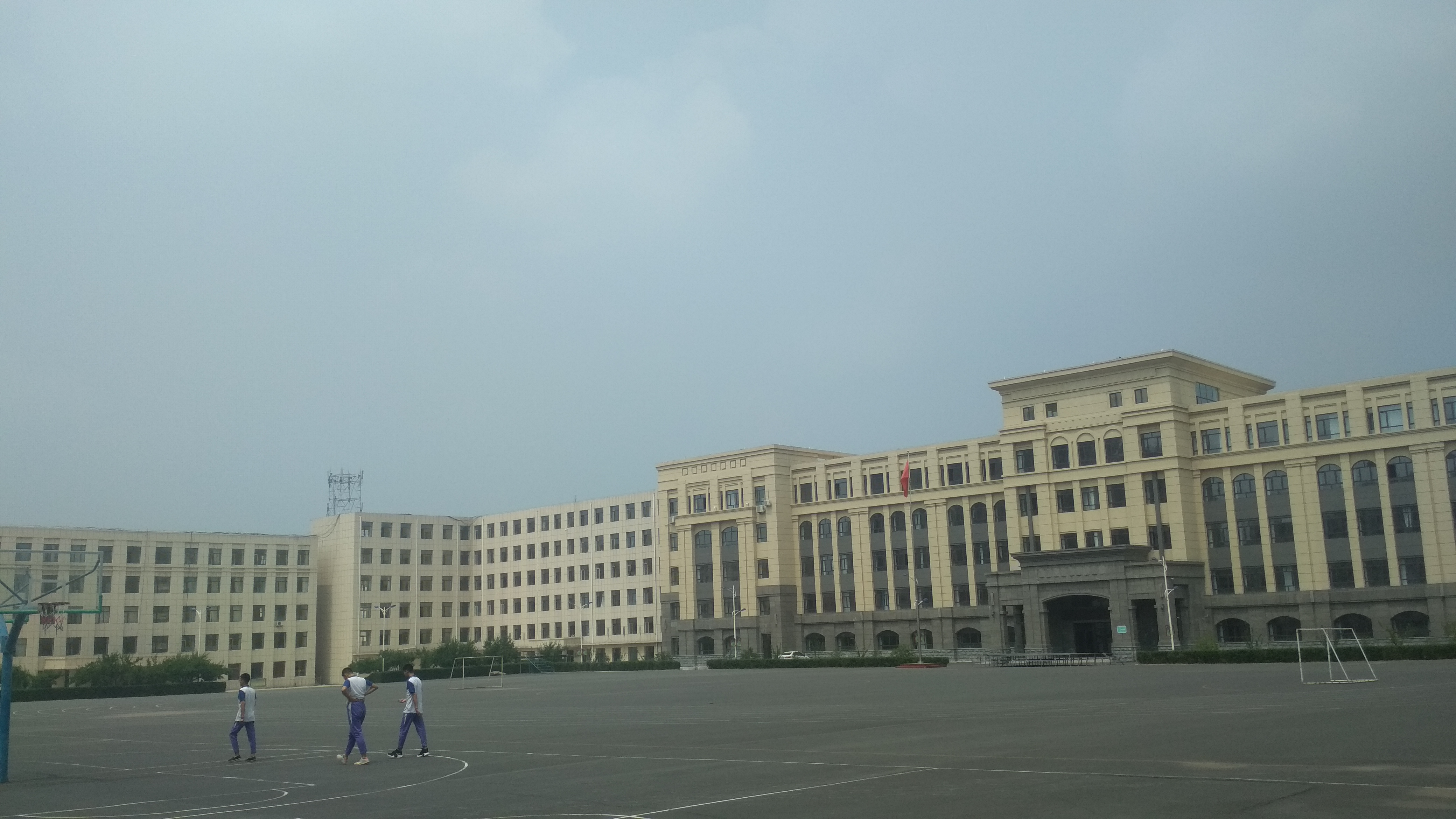
Bâtiment d'enseignement du lycée n°1 du comté de Dongliao

| Map | Map                  | Map    | Map           | Map                    | Map              | Map            |
| --- | -------------------- | ------ | ------------- | ---------------------- | ---------------- | -------------- |
|     |                      |        |               |                        |                  |                |
| #   | Nom                  | Hanzi  | Hanyu Pinyin  | Population (2010 est.) | Superficie (km²) | Densité (/km²) |
| 1   | District de Longshan | 龙山区 | Lóngshān Qū   | 283,045                | 257              | 1,089          |
| 2   | Xi'an                | 西安区 | Xī'ān Qū      | 179,188                | 172              | 988            |
| 3   | Xian de Dongfeng     | 东丰县 | Dōngfēng Xiàn | 408,679                | 2,522            | 163            |
| 4   | Xian de Dongliao     | 东辽县 | Dōngliáo Xiàn | 396,121                | 2,174            | 179            |

## Situation économique
En 2010, le PIB par habitant était de 4 895 USD, pour un PIB total de 6,05 milliards de dollars américains.